# مالك جون
مالك جون، لاعب كرة قدم سنغالي سابق.
و قد لعب مع نادي الكويت، ولعب كذلك مع نادي كاظمة وقد حقق معهم لقب هداف الدوري الكويتي في موسم 2001/2002 برصيد 10 أهداف، وبعدها انتقل للعب مع نادي السالمية.